# Laura Wilde
Laura Wilde (n. 1989) este o muziciană germană. Ea a devenit cunoscută prin șlagărul Ich sehe was, was du nicht siehst.

## Date biografice
După spusele Laurei, bunica ei provine din Ungaria, ea a cântat cu Laura când era copil. Laura locuiește în Groß-Rohrheim și studiază în Mannheim spaniolă și germanistică. Ca și cântăreață, ea a fost descoperită și sprijinită de Uwe Busse, care a scris textele pentru cântăreți ca Engelbert, G. G. Anderson, Ireen Sheer, Rex Gildo, Olaf Berger, Audrey Landers și Andrea Jürgens. Printre altele el spunea despre ea, că vocea și privirea ei seducătoare,  se datorează probabil temperamentului maghiar. Primul ei album muzical „Fang deine Träume ein“, va apare acum în iarnă (2011).